# Šoreš
Šoreš (hebrejsky שֹׁרֶשׁ‎‎, doslova „Kořen“, v oficiálním přepisu do angličtiny Shoresh) je vesnice typu mošav v Izraeli, v Jeruzalémském distriktu, v oblastní radě Mate Jehuda.

## Geografie
Leží v nadmořské výšce 673 metrů na zalesněných svazích Judských hor v Jeruzalémském koridoru. Jižně od vesnice spadá terén do hlubokého údolí vodního toku Nachal Ksalon, podél kterého stojí les Mučedníků a do kterého zde od východu ústí vádí Nachal Tajasim. Na severozápadní stranu od vesnice se do okolního terénu zařezává údolí vádí Nachal Nachšon, které dál po proudu uzavírá strategická soutěska Ša'ar ha-Gaj. Údolí na severní straně lemuje hřbet Šluchat Mišlatim, na jižní Šluchat Šajarot s horou Har Arna.
Obec se nachází 38 kilometrů od břehu Středozemního moře, cca 41 kilometrů jihovýchodně od centra Tel Avivu a cca 16 kilometrů západně od historického jádra Jeruzaléma. Šoreš obývají Židé, přičemž osídlení v tomto regionu je etnicky převážně židovské. Pouze 5 kilometrů východně odtud leží město Abu Goš, které obývají izraelští Arabové stejně jako nedaleké vesnice Ajn Nakuba a Ajn Rafa.
Šoreš je na dopravní síť napojen pomocí lokální silnice číslo 3955, která ústí do dálnice číslo 1, jež probíhá severně od obce a spojuje Jeruzalém a Tel Aviv.

## Dějiny
Šoreš byl založen v roce 1948. Jménem navazuje na starověké sídlo Šoreš zmiňované zde v některých verzích bible (Septuaginta) v Knize Jozue 15, 59. Jméno této biblické lokality ve středověku uchovávala arabská vesnice Saris, jež stála do roku 1948 na východním okraji nynějšího mošavu. Stála v ní mešita a budova základní chlapecké školy. Roku 1931 žilo v Saris 470 lidí v 114 domech. Izraelci byl Saris dobyt v dubnu 1948. Místní obyvatelstvo již předtím uprchlo pod dojmem masakru v Dejr Jásin. Zástavba pak zcela zbořena, s výjimkou areálu hřbitova.
Novověké židovské osidlování tohoto regionu začalo po válce za nezávislost tedy po roce 1948, kdy Jeruzalémský koridor ovládla izraelská armáda a kdy došlo k vysídlení většiny zdejší arabské populace. Vesnice byla zřízena 28. září 1948. Jejími zakladateli byli Židé z Maďarska. Nejprve zde ustavili kolektivní kibuc nazývaný zpočátku Lehagšama (להגשמה‎), po pěti letech jej proměnili na mošav a dali mu nynější název. Na vzniku osady se podíleli členové mládežnického hnutí ha-No'ar ha-cijoni.
V 90. letech 20. století prošla vesnice stavební expanzí. Rozvinul se zde rovněž turistický ruch (hotel). V roce 1995 zničil velký požár velkou část okolních lesů.

## Demografie
Podle údajů z roku 2014 tvořili naprostou většinu obyvatel v Šoreš Židé (včetně statistické kategorie "ostatní", která zahrnuje nearabské obyvatele židovského původu ale bez formální příslušnosti k židovskému náboženství).
Jde o menší obec vesnického typu s dlouhodobě výrazně rostoucí populací. K 31. prosinci 2014 zde žilo 1003 lidí. Během roku 2014 populace stoupla o 21,9 %.
| Rok            | 1948 | 1961 | 1972 | 1983 | 1995 | 2001 | 2003 | 2004 | 2005 | 2006 | 2007 | 2008 | 2009 | 2010 | 2011 | 2012 | 2013 | 2014 |
| -------------- | ---- | ---- | ---- | ---- | ---- | ---- | ---- | ---- | ---- | ---- | ---- | ---- | ---- | ---- | ---- | ---- | ---- | ---- |
| Počet obyvatel | 48   | 141  | 189  | 209  | 207  | 319  | 420  | 469  | 509  | 577  | 602  | 625  | 604  | 621  | 636  | 768  | 823  | 1003 |